# Djugu (territoire)
Le territoire de Djugu est une entité administrative déconcentrée de la province de l'Ituri en république démocratique du Congo. 

## Géographie
Il s'étend au centre-est de la province sur la rive occidentale du Lac Albert.

## Histoire
Des combats se déroulent régulièrement sur le territoire de Djugu entre des milices lendus (dont la Coopérative pour le développement du Congo (Codeco) et la Force de résistance patriotique de l'Ituri (FRPI)) et hemas (dont l'Union des patriotes congolais (UPC)) dans le cadre d'un conflit durant depuis au moins 2002. Le gouvernement central qui contrôle mal la province de l'Ituri décrête l'état de siège en mai 2021 mais ne peut matériellement imposer celui-ci faute l'insuffisance de l'effectif et le manque de la logistique de soldats des FARDC. Plusieurs massacres de passent dans le territoire, dont celui du  2 février 2022 qui a eu lieu dans la plaine Savo, et l'on parle du massacre de Plaine Savo.
Un processus de paix, dit processus de Nairobi, s'engage en 2022. Celui-ci ne mène à aucun arrêt des hostilités. En avril 2024, un cessez-le-feu est signé par cinq milices (dont Codeco, Force patriotique et intégrationniste du Congo (FPIC), FRPI et Mouvement d'autodéfense populaire de l'Ituri (MAPI)). Un programme de désarmement est prévu. De nouveaux combats se déroulent en septembre avec des groupes liés à la Codeco et des miliciens Hemas.

## Commune
Le territoire compte deux communes rurales de moins de 80 000 électeurs.
- Djugu, (7 conseillers municipaux)
- Mongbalu, (7 conseillers municipaux)

## Chefferies et secteurs
Il est composé de 11 collectivités (7 chefferies et 4 secteurs), constituées de 106 groupements :  
| Subdivision     | Statut    |
| --------------- | --------- |
| Bahema-Baguru   | Chefferie |
| Bahema-Badjere  | Chefferie |
| Bahema-Banywagi | Chefferie |
| Bahema-Nord     | Chefferie |
| Mabendi         | Chefferie |
| Mambisa         | Chefferie |
| Ndo-Okebo       | Chefferie |
| Banyali-Kilo    | Secteur   |
| Walendu-Djatsi  | Secteur   |
| Walendu-Pitsi   | Secteur   |
| Walendu-Tatsi   | Secteur   |